# Altan mongol nagykán
Altan kán (1507–1582; mongol: Алтан хан), vagy Anda a tümet mongolok uralkodója ténylegesen a mongol „jobbszárny”, a nyugati törzsek ura volt.
Dajan kán (1464–1543) unokája, Kubiláj kán (1215–1294) leszármazottja volt. Sikerült egyesítenie az északi mongolokat, a kalkákat és a déli csaharokat. Egy ízben ostrom alá vette Pekinget. Uralkodása alatt döntő lendületet vett a mongolok buddhista hitre térése.

## Élete
Bordzsigin Barszboladin Altan annak a Barsz Bolud Dzsinongnak volt a második fia, aki újraegyesítette a mongol nemességet, hogy kísérletet tegyen a Jüan-dinasztia fénykorához való visszatérésre. Altan a tümetek ura lett, bátyja, Gün Bilig az ugyancsak nyugati Ordosz felett uralkodott. Miután Gün Bilig 1542-ben meghalt, Altan lett a jobbszárny tulajdonképpeni ura és felvette a Tösetü Szecsen kán nevet.
Amikor a csahar Bodi Alag kán, Dajan kán legitim örököse 1547-ben meghalt, utódját, Darajiszung Küdeng kánt Altan arra kényszerítette, hogy keletre meneküljön. 1551-ben kiegyeztek és Altan a nagyobb hatalmat jelentő Gegen kán címet kapta.
A Sárga folyó nagy kanyarulatánál elhelyezkedő Ordoszt ellenőrző Altan nyomás alatt tartotta a kínaiakat és a tibeti ojrát mongolokat.
1571-ben a Sunji Vang („engedelmes és igazságos király”) címet kapta a kínai Ming-dinasztia 12. császárjától, Longcsingtől (1537 - 1572).
Altan kán alapította Köke Kota városát (Hohhot, szó szerint 'a kék város'), a mai kínai Belső-Mongólia autonóm terület fővárosát.

### Hadjáratai
Katonai erejét többször is a Ming-dinasztia uralta Kína ellen fordította. 1529-ben, 1530-ban és 1542-ben is hadjáratot vezetett Kínába és csapatai zsákmánnyal megrakodva tértek vissza. 1550-ben áttört a kínai nagy falon és magát Pekinget vette ostrom alá, felgyújtva az elővárosokat, de végül visszavonult. 1552-ben birtokba vette Karakorum, a régi mongol főváros maradványait. Kína rákényszerült, hogy 1571-ben békeszerződést kössön a kánsággal és különleges kereskedelmi jogokat biztosítson a számára, megengedve, hogy lovakat adjanak el selyemért. Ez gazdaságilag tovább erősítette a kánságot.

### Altan kán és abuddhizmus
Altán kán uralkodásának kiemelkedő eseménye a mongolok kapcsolatainak újra létrehozása és megerőstése Tibet vallási vezetőivel: a dalai lámaság intézményét tulajdonképpen ő hozta létre. Először 1569-ben hívta meg a tibeti vallási vezető Szönam Gyacót, aki azonban egy tanítványát küldte maga helyett. A tanítvány arról számolt be neki, hogy a buddhista tanok mongóliai terjesztése nagy lehetőség. 1571-ben a kán ismét meghívta Gyacót, aki követőinek könyörgése ellenre, hogy ne menjen, ezúttal elfogadta a meghívást. A mongóliai Arik Karpatangban előre elkészített tábot várta a tibetieket. Állatok ezreit kaptak ajándékba és a kán ötszáz lovast küldött, hogy elkísérjék őket a kán udvarába az új fővárosba, Koke Kotába. Mikor megérkeztek, több, mint tízezer ember köszöntötte őket és a kán is, fehérbe öltözve, hogy ezzel is jelképezze a dharma imádatát. Altan kán itt építtette fel Mongólia első kolostorát, a Tegcsen Csonkort. Gyaco érkezésének hírére odasietett Abtaj Szain kán, a kalka mongolok ura is. Ő építtette meg 1586-ban az Erdene Zuu kolostort a korábbi mongol főváros Karakorumban, miután a buddhizmus államvallássá vált. (Ezt a később hatalmas komplexummá nőtt kolostort gyakran tévesen az első mongóliai kolostorként emlegetik.) Nagy iramban megkezdődött a tibeti és szanszkrit szövegek mongolra fordítása. Ötven éven belül gyakorlatilag minden mongol a buddhista hitre tért. Több tízezer papjuk a Gelug rendhez tartozott és a dalai lámának engedelmeskedtek.

## Fordítás
- Ez a szócikk részben vagy egészben  az   Altan Khan című angol Wikipédia-szócikk fordításán alapul.  Az eredeti cikk szerkesztőit annak laptörténete sorolja fel. Ez a jelzés csupán a megfogalmazás eredetét és a szerzői jogokat jelzi, nem szolgál a cikkben szereplő információk forrásmegjelöléseként.